# Brachiaria plantaginea
Espèce
Brachiaria plantaginea (synonyme : Urochloa plantaginea) est une espèce de plantes monocotylédones de la famille des Poaceae, originaire d'Afrique tropicale.

## Synonymes
Selon Catalogue of Life (25 mai 2016) :
- Panicum disciferum E.Fourn.,
- Panicum distans Salzm. ex Steud., nom. illeg.,
- Panicum leandrii Trin.,
- Panicum plantagineum Link,
- Urochloa discifera (E.Fourn.) Morrone & Zuloaga,
- Urochloa plantaginea (Link) R.D.Webster

## Description
Brachiaria plantaginea est une plante herbacée, annuelle, cespiteuse, aux tiges dressées ou décombantes, s'enracinant au niveau des nœuds inférieurs, et pouvant atteindre de 40 cm à 1 m de haut.
Les feuilles, glabres ou pubescentes, ont un limbe plat lancéolé, de 3 à 21 cm de long sur 6 à 15 mm de large. La ligule, de 1 mm de haut, est constituée d'une rangée de poils,.
Les inflorescences sont des panicules de 6 à 25 cm de long composées de 3 à 8 grappes spiciformes insérées unilatéralement sur un axe central.
Les épillets, solitaires, elliptiques et comprimés dorsalement, mesurent de 5 à 6 mm de long sur 1,9 à 2,2 mm de large.
Les fruits sont des caryopses de 2 à 2,5 mm de long.

## Distribution et habitat
L'aire de répartition de Brachiaria plantaginea comprend certaines régions d'Afrique tropicale (Afrique occidentale : Burkina Faso, Ghana, et Afrique centrale : Cameroun, Zaïre), dont elle semble être originaire. Elle est maintenant établie dans diverses régions de l'Océanie (Hawaï), de l'Amérique du Nord (Nord-Est et Sud-Est des États-Unis, Mexique), ainsi que dans une grande partie de l'Amérique centrale :  Cuba, Porto Rico, Sainte-Lucie, Costa Rica,  El Salvador, Guatemala, Honduras, Nicaragua, Panama, et de l'Amérique du Sud : Argentine, Brésil, Guyane française, Paraguay, Bolivie, Colombie, Équateur, Venezuela,.
Selon le site eMonocot, l'espèce serait originaire d'Amérique du Sud et des îles Caraïbes, et aurait été introduite en Amérique du Nord, en Amérique centrale et en Afrique occidentale et centrale.
Cette espèce se rencontre préférentiellement dans les sites agricoles et les zones perturbées, aux sols sablonneux et limoneux.
c'est une mauvaise herbe fréquente dans les cultures de cotonnier et de soja, en particulier dans les régions où le travail du sol est réduit (cultures sans labour).